# Japanagromyza centrosemae
Japanagromyza centrosemae este o specie de muște din genul Japanagromyza, familia Agromyzidae, descrisă de Frost în anul 1936.
Este endemică în Panama. Conform Catalogue of Life specia Japanagromyza centrosemae nu are subspecii cunoscute.